# Misioneros Hijos del Inmaculado Corazón de María
La Congregación de los Misioneros Hijos del Inmaculado Corazón de María, popularmente conocidos como Claretianos (en latín: Congregatio Missionariorum Filiorum Cordis Mariae, C.M.F.; oficialmente y en italiano: Missionari Clarettiani - Congregazione dei Missionari Figli del Cuore Immacolato di Maria) es una congregación religiosa católica fundada por san Antonio María Claret, el 16 de julio de 1849, con el fin de buscar en todas las cosas la gloria de Dios, la santificación de sus miembros y la salvación de las almas de todo el mundo.

## Santos y beatos claretianos
Esta congregación contó con los siguientes personajes:
- San Antonio María Claret
- Beato Andrés Solá y Molist, religioso español martirizado en México el 25 de abril de 1927.
- Beatos Mártires de Barbastro, Felipe de Jesús Munárriz y 50 compañeros, seminaristas de la orden, quienes murieron fusilados en la guerra civil española.[2]
- Venerable Mariano Avellana Lasierra, religioso claretiano español, misionero en el norte de Chile.
- Beatos Mártires de Fernán Caballero y Sigüenza José María Ruiz Cano y compañeros, misioneros Claretianos martirizado en la guerra civil española de 1936. 25 mártires de la Congregación, entre estos el estudiante colombiano Jesús Aníbal Gómez G. nacido en el municipio de Tarso.

## Organización

### ECLA - Conferencia de Europa
- Provincia de Santiago (España: Aragón, Asturias, Cantabria, Castilla y León, Castilla-La Mancha, Galicia, La Rioja, Madrid, Valencia), París (Francia), Zürich (Suiza), Rusia europea.

En esta provincia canónica de Santiago se hicieron cargo en la década de 1950 de una obra en Santo Domingo de la Calzada (La Rioja) en el convento de San Francisco, actualmente convertido en el parador nacional de turismo Bernardo de Fresneda. Lo recuerda una placa a la entrada.
- Provincia de Fátima (Portugal; España: Andalucía, Extremadura, Canarias), Reino Unido, Zimbabue).
- Provincia Sanctus Paulus (Italia, Francia, España (Cataluña, País Vasco, Navarra)).
- Provincia de Deutschland (Alemania, Austria, Suiza).
- Provincia de Polska (Polonia, Bielorrusia, Burkina Faso, Costa de Marfil, Rep. Checa, Rusia).

### ASCLA EAST - Conferencia de Asia Oriental
- Delegación de East Asia (Japón, China, Taiwán).
- Provincia Fr. Rhoel Gallardo (Filipinas, Australia, Vietnam, Myanmar).
- Delegación Independiente de Indonesia-Timor Leste.

- Delegación Independiente de Corea.

### ASCLA - Conferencia de Asia Occidental
- India
  - Provincia de Bangalore
  - Provincia de Chennai
  - Provincia de St. Thomas
  - Delegación Independiente de Kolkata
  - Delegación Independiente de Northeast India

- Delegación Independiente de St. Jospeh Vaz (Sri Lanka).

### ACLA - Conferencia de África
- Provincia de East Nigeria (Nigeria (excepto los estados de Delta, Edo, Ekiti, Kogi, Kwara, Lagos, Níger, Ogun, Ondo, Osun, Oyo, D. Federal de Abuya); Chad; Ghana).
- Delegación Independiente de West Nigeria (Estados de Delta, Edo, Ekiti, Kogi, Kwara, Lagos, Níger, Ogun, Ondo, Osun, Oyo, D. Federal de Abuya).
- Delegación Independiente de Camerún.
- Delegación Independiente del Congo.
- Delegación Independiente de St. Charle Lwanga (Kenia, Tanzania, Uganda).
- Delegación Independiente Padre Xifré (Guinea Ecuatorial, Gabón).
- Delegación Independiente Mãe da África (Angola, São Tomé e Príncipe).

### MICLA - Conferencia de América
- Delegación Independiente de Antillas (Cuba, Haití, República Dominicana, Puerto Rico).
- Provincia de USA-Canadá.
- Provincia de México.
- Provincia de Centroamérica (Guatemala, El Salvador, Honduras, Nicaragua, Costa Rica, Panamá).
- Provincia de Colombia-Venezuela.
- Provincia de Colombia-Ecuador.
- Provincia de Brasil (Brasil, Mozambique).
- Provincia de Perú-Bolivia.
- Provincia de San José del Sur (Argentina, Chile, Paraguay, Uruguay).